# Liste des conseillers régionaux de la Haute-Vienne
Jusqu'en 2015, le département de la Haute-Vienne élit 21 des 43 conseillers régionaux qui composent l'assemblée du Conseil régional du Limousin. À noter que pour la mandature 2010-2015, ces élus ne sont qu'au nombre de 20.
Depuis 2015, il élit 12 des 183 conseillers régionaux de l'assemblée du Conseil régional de Nouvelle-Aquitaine.

## Mandature 2021-2028
Durant cette mandature, la Haute-Vienne n'est représentée que par 10 élus, contre 12 précédemment, en raison d'ajustements liés à la participation électorale et au poids démographique du département.
| Liste                                            | N° | Nom               |  | Parti |
| ------------------------------------------------ | -- | ----------------- |  | ----- |
| Parti socialiste, Parti communiste et apparentés | 01 | Andréa Brouille   |  | PS    |
| Parti socialiste, Parti communiste et apparentés | 02 | François Vincent  |  | PS    |
| Parti socialiste, Parti communiste et apparentés | 03 | Mélanie Plazanet  |  | DVG   |
| Parti socialiste, Parti communiste et apparentés | 04 | Thibault Bergeron |  | PS    |
| Parti socialiste, Parti communiste et apparentés | 05 | Catherine La Dune |  | PCF   |
| Parti socialiste, Parti communiste et apparentés | 06 | Alain Darbon      |  | PS    |
| Rassemblement national                           | 01 | Albin Freychet    |  | RN    |
| Écologiste et Citoyen                            | 01 | Jean-Louis Pagès  |  | EÉLV  |
| Les Républicains                                 | 01 | Guillaume Guérin  |  | LR    |
| La République en marche                          | 01 | Marie-Ange Magne  |  | LREM  |

## Mandature 2015-2021
| Liste               | N° | Nom                  |  | Parti |
| ------------------- | -- | -------------------- |  | ----- |
| PS et alliés + EELV | 01 | Gérard Vandenbroucke |  | PS    |
| PS et alliés + EELV | 02 | Andréa Brouille      |  | PS    |
| PS et alliés + EELV | 03 | François Vincent     |  | PS    |
| PS et alliés + EELV | 04 | Huguette Tortosa     |  | PS    |
| PS et alliés + EELV | 05 | Anne-Marie Almoster  |  | PS    |
| PS et alliés + EELV | 06 | Alain Darbon         |  | PS    |
| PS et alliés + EELV | 07 | Jean-Louis Pagès     |  | EELV  |
| Droite et centre    | 01 | Guillaume Guérin     |  | LR    |
| Droite et centre    | 02 | Marie-Claude Lainez  |  | UDI   |
| Droite et centre    | 03 | Pierre Coinaud       |  | UDI   |
| FN                  | 01 | Vincent Gérard       |  | FN    |
| FN                  | 02 | Christine Marty      |  | FN    |

## Mandature 2010-2015

### Début de mandature
| Liste                    | N° | Nom                        |  | Parti |
| ------------------------ | -- | -------------------------- |  | ----- |
| Limousin Terre de gauche | 01 | Joël Ratier                |  | PCF   |
| Limousin Terre de gauche | 02 | Pascale Rome               |  | PCF   |
| Limousin Terre de gauche | 03 | Stéphane Lajaumont         |  | NPA   |
| Limousin Terre d'avenir  | 01 | Jean-Paul Denanot          |  | PS    |
| Limousin Terre d'avenir  | 02 | Andréa Soyer               |  | PS    |
| Limousin Terre d'avenir  | 03 | Gérard Vandenbroucke       |  | PS    |
| Limousin Terre d'avenir  | 04 | Catherine Beaubatie        |  | PS    |
| Limousin Terre d'avenir  | 05 | Stéphane Cambou            |  | PS    |
| Limousin Terre d'avenir  | 06 | Ghislaine Jeannot-Pagès    |  | EÉ    |
| Limousin Terre d'avenir  | 07 | Gérard Audouze             |  | PS    |
| Limousin Terre d'avenir  | 08 | Jacqueline Lhomme-Léoment  |  | ADS   |
| Limousin Terre d'avenir  | 09 | Jean-Marie Rougier         |  | PS    |
| Limousin Terre d'avenir  | 10 | Catherine L'Official       |  | PS    |
| Limousin Terre d'avenir  | 11 | Philippe Reilhac           |  | PS    |
| Limousin Terre d'avenir  | 12 | Sylvie Achard              |  | PS    |
| Limousin Terre d'avenir  | 13 | Jean Daniel                |  | MEL   |
| Majorité présidentielle  | 01 | Raymond Archer             |  | UMP   |
| Majorité présidentielle  | 02 | Marie-Claude Lainez        |  | PR    |
| Majorité présidentielle  | 03 | Jean-Paul Adenis           |  | SE    |
| Majorité présidentielle  | 04 | Nathalie Villeneuve-Delage |  | UMP   |

### Fin de mandature
| Liste                    | N° | Nom                        |  | Parti |
| ------------------------ | -- | -------------------------- |  | ----- |
| Limousin Terre de gauche | 01 | Joël Ratier                |  | PCF   |
| Limousin Terre de gauche | 02 | Pascale Rome               |  | PCF   |
| Limousin Terre de gauche | 03 | Stéphane Lajaumont         |  | GA    |
| Limousin Terre d'avenir  | 01 | Jean-Paul Denanot          |  | PS    |
| Limousin Terre d'avenir  | 02 | Andréa Soyer               |  | PS    |
| Limousin Terre d'avenir  | 03 | Gérard Vandenbroucke       |  | PS    |
| Limousin Terre d'avenir  | 04 | Dominique Normand          |  | EÉ    |
| Limousin Terre d'avenir  | 05 | Stéphane Cambou            |  | PS    |
| Limousin Terre d'avenir  | 06 | Ghislaine Jeannot-Pagès    |  | EÉ    |
| Limousin Terre d'avenir  | 07 | Gérard Audouze             |  | PS    |
| Limousin Terre d'avenir  | 08 | Bernard Beaubreuil         |  | ADS   |
| Limousin Terre d'avenir  | 09 | Jean-Marie Rougier         |  | PS    |
| Limousin Terre d'avenir  | 10 | Catherine L'Official       |  | PS    |
| Limousin Terre d'avenir  | 11 | Philippe Reilhac           |  | PS    |
| Limousin Terre d'avenir  | 12 | Estela Parot-Urroz         |  | PÒC   |
| Limousin Terre d'avenir  | 13 | Jean Daniel                |  | MEL   |
| Majorité présidentielle  | 01 | Raymond Archer             |  | LR    |
| Majorité présidentielle  | 02 | Guillaume Guérin           |  | LR    |
| Majorité présidentielle  | 03 | Jean-Paul Adenis           |  | SE    |
| Majorité présidentielle  | 04 | Nathalie Villeneuve-Delage |  | LR    |

## Mandature 2004-2010
| Liste              | N° | Nom                       |  | Parti |
| ------------------ | -- | ------------------------- |  | ----- |
| Union de la gauche | 01 | Béatrice Dufour           |  | PS    |
| Union de la gauche | 02 | Catherine Beaubatie       |  | PS    |
| Union de la gauche | 03 | Corinne Chocat            |  | PS    |
| Union de la gauche | 04 | Daniel Nouaille           |  | PS    |
| Union de la gauche | 05 | Françoise Decan           |  | PCF   |
| Union de la gauche | 06 | Gérard Audouze            |  | PS    |
| Union de la gauche | 07 | Gérard Vandenbroucke      |  | PS    |
| Union de la gauche | 08 | Ghislaine Jeannot-Pagès   |  | Verts |
| Union de la gauche | 09 | Jacqueline Lhomme-Léoment |  | ADS   |
| Union de la gauche | 10 | Jean Daniel               |  | ME    |
| Union de la gauche | 11 | Jean-Paul Denanot         |  | PS    |
| Union de la gauche | 12 | Joël Ratier               |  | PCF   |
| Union de la gauche | 13 | Michel Fourgeaud          |  | ADS   |
| Union de la gauche | 14 | Jean-Marie Rougier        |  | PS    |
| Union de la gauche | 15 | Monique Cambou            |  | PS    |
| Union de la gauche | 16 | Stéphane Cambou           |  | PS    |
| UMP / UDF          | 01 | Évelyne Guilhem           |  | UMP   |
| UMP / UDF          | 02 | Marie-Claude Lainez       |  | UMP   |
| UMP / UDF          | 03 | Raymond Archer            |  | UMP   |
| UMP / UDF          | 04 | Jean-Jacques Bélézy       |  | UDF   |
| UMP / UDF          | 05 | Bernard Chevalier         |  | UMP   |

## Mandature 1998-2004
| Liste            | N° | Nom                     |  | Parti |
| ---------------- | -- | ----------------------- |  | ----- |
| Gauche plurielle | 01 | Christian Audouin       |  | PCF   |
| Gauche plurielle | 02 | Joël Ratier             |  | PCF   |
| Gauche plurielle | 03 | Jacques Jouve           |  | ADS   |
| Gauche plurielle | 04 | Michel Fourgeaud        |  | ADS   |
| Gauche plurielle | 05 | Alice Bercheny          |  | PS    |
| Gauche plurielle | 06 | Jean-Jacques Besse      |  | PS    |
| Gauche plurielle | 07 | Corinne Chocat          |  | PS    |
| Gauche plurielle | 08 | Monique Compain         |  | PS    |
| Gauche plurielle | 09 | Jean-Paul Denanot       |  | PS    |
| Gauche plurielle | 10 | Jean-Claude Guillaumie  |  | PS    |
| Gauche plurielle | 11 | Daniel Nouaille         |  | PS    |
| Gauche plurielle | 12 | Robert Savy             |  | PS    |
| Gauche plurielle | 13 | Jean Daniel             |  | Verts |
| Liste UMP + UDF  | 01 | Jean-Pierre Bonneval    |  | UDF   |
| Liste UMP + UDF  | 02 | Philippe Pauliat-Defaye |  | UDF   |
| Liste UMP + UDF  | 03 | Raymond Archer          |  | RPR   |
| Liste UMP + UDF  | 04 | Bernard Chevalier       |  | RPR   |
| Liste UMP + UDF  | 05 | Évelyne Guilhem         |  | RPR   |
| Liste UMP + UDF  | 06 | Aline Sauvage           |  | RPR   |
| Liste FN (MNR)   | 01 | Antoine Orabona         |  | MNR   |
| Liste FN (MNR)   | 02 | Bernard Daugan          |  | MNR   |